# Auto-stoppeuse fantôme
L'auto-stoppeuse fantôme est une légende urbaine dans laquelle une auto-stoppeuse, généralement une jeune femme habillée en blanc, mais aussi parfois un homme ou une femme âgée, fait de l'auto-stop la nuit et disparaît brusquement après être montée dans un véhicule, soit à l'approche d'un passage dangereux, soit en arrivant à une adresse donnée.
Ce phénomène est connu un peu partout dans le monde et est généralement considéré comme appartenant aux légendes urbaines, en particulier depuis la publication du livre de Jan Harold Brunvand The Vanishing Hitchhiker aux États-Unis en 1981 . Selon Jean-Noël Kapferer, des récits de ce type ont été repérés et classés dès 1942, mais on en trouve déjà la trace aux États-Unis dans les années 1930.

## Typologie du phénomène
Malgré des variations notables, on retrouve un certain nombre de points communs à ces manifestations :
- la rencontre se produit la nuit sur une route peu fréquentée ;
- la rencontre et la disparition se produisent toujours aux mêmes endroits ;
- le conducteur est le plus souvent un homme seul dans son véhicule ;
- il est en général d'âge moyen ou mûr, et semble ne pas être spécialement pressé ;
- l'auto-stoppeuse est une jeune femme vêtue de blanc, d'où son appellation de dame blanche[N 2] ;
- les auto-stoppeurs masculins sont rares, voire inexistants[2] ;
- les témoins semblent n'avoir aucun doute sur la réalité physique de l'auto-stoppeuse.

## Témoignages
Il existe à travers le monde un grand nombre de récits de ce phénomène. Pour la seule France métropolitaine, on recense précisément une trentaine de lieux. Didier Audinot aurait recensé 297 cas, répétitifs pour 75% d'entre eux, se produisant davantage dans certaines régions.

### Sources anciennes
La première relation du phénomène d'un individu qui monte dans un véhicule de passage, parle avec le conducteur puis disparaît, figure dans le Nouveau Testament, plus précisément dans les Actes des apôtres : un ange incite l'apôtre Philippe à attendre le passage d'un char sur la route déserte qui conduit de Jérusalem à Gaza. Son conducteur, un haut fonctionnaire éthiopien, lit les prophéties d'Isaïe. Philippe monte à bord du char, discute avec l'eunuque, le convertit et le baptise au cours d'un arrêt à un point d'eau. « Mais quand ils furent remontés de l'eau, l'Esprit du Seigneur enleva Philippe, et l'eunuque ne le vit plus ».
Un manuscrit suédois de 1602 relate un conte (présenté comme un témoignage réel) ayant des similitudes avec le phénomène de l'auto-stoppeuse fantôme :

« Un vicaire revenait avec deux compagnons d'une fête de la chandeleur à Västergötland à la ville de Vadstena en traîneau. Ils s'arrêtèrent pour prendre une jeune fille sur le bord de la route, puis firent halte dans une auberge pour se désaltérer. La fille demanda à boire et se vit offrir un broc mais elle n'en but pas. Le vicaire, surpris, observa que la bière s'était changée en malt. Un second broc lui fut apporté et, à la consternation générale, il se changea en glands. Le vicaire apporta un troisième broc et s'aperçut que son contenu se transformait en sang lorsqu'elle le saisit. À ce moment, la passagère annonça : “Il y aura des bonnes récoltes cette année. Il y aura assez de fruits sur les arbres. Il y aura aussi de nombreuses guerres et épidémies”. Après avoir délivré cette prédiction elle disparut »

### Resurrection Mary (États-Unis)

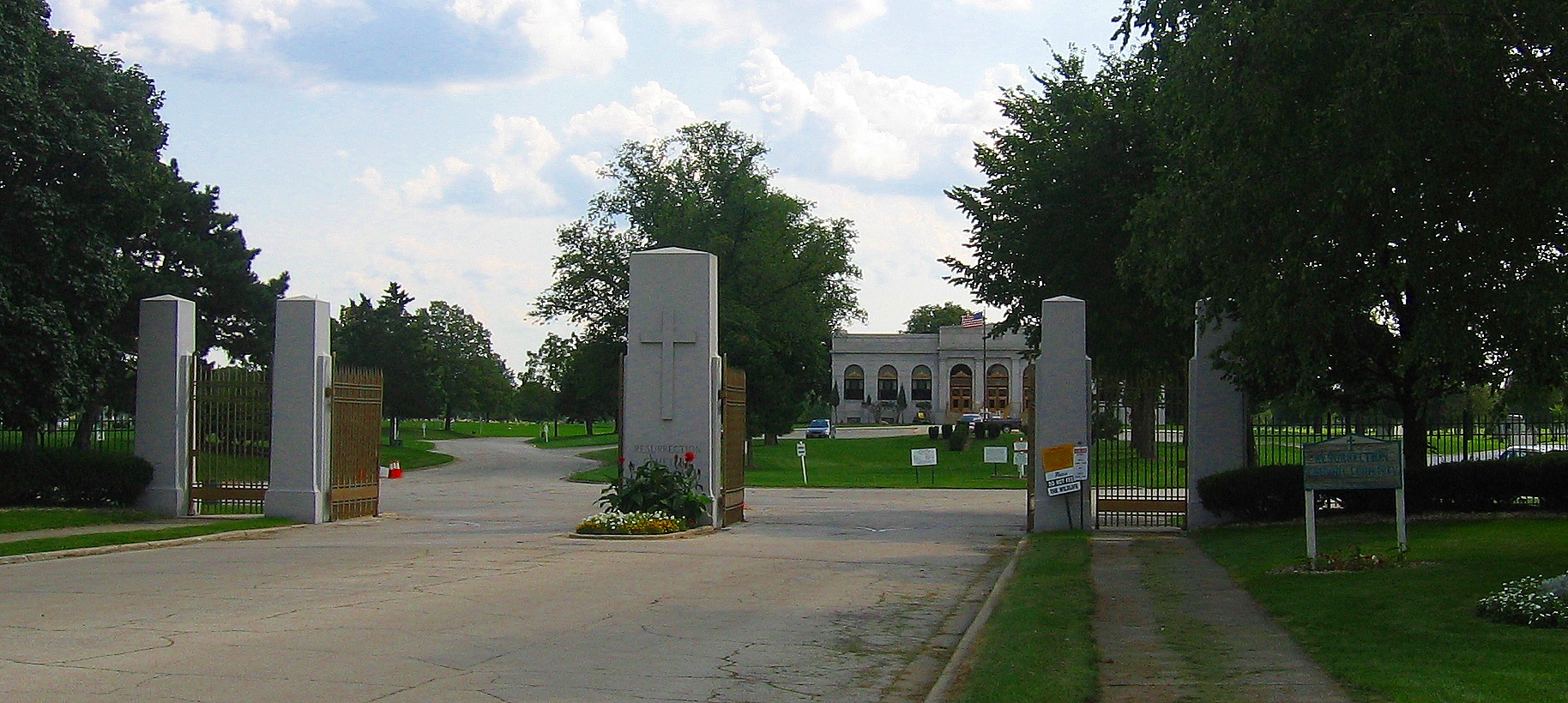
Le « Resurrection Cemetery » de Justice dans l'Illinois, rendu célèbre par l'affaire de Resurrection Mary.

Il semble qu'on puisse situer l'ancêtre des auto-stoppeuses fantômes contemporaines dans la ville de Chicago aux États-Unis, au milieu des années 1930. Il s'agit de la légende de Resurrection Mary (en), Resurrection étant le nom d'un important cimetière situé à quelques miles au sud-ouest de Chicago.
À cette époque, plusieurs conducteurs circulant sur Archer Avenue, la route allant de la salle de bal « Willowbrook » au cimetière de Resurrection, signalèrent avoir pris en stop une jeune femme aux cheveux blonds et aux yeux bleus portant une robe blanche. Certains précisèrent qu'elle portait également un châle mince, qu'elle chaussait des souliers de danse et qu'elle avait un sac à main. Arrivée à proximité du cimetière, la jeune femme demandait à descendre, puis disparaissait dans le cimetière.
Selon le Chicago Tribune, il y aurait au moins trois douzaines de rapports sérieux relatant à peu près le même scénario de 1930 à nos jours. La tradition voudrait que « Mary » soit le fantôme d'une jeune femme tuée par un véhicule sur le bord de cette route en sortant du bal et qui aurait été enterrée dans sa robe de bal au cimetière de Resurrection. Plusieurs « candidates » à ce rôle, ayant une sépulture dans ce cimetière, ont été recensées sans qu'on puisse déterminer laquelle serait « Mary ». Les témoignages concernant ses apparitions se font plus rares depuis les années 1980,,.

### En France

#### Calvados
Une auto-stoppeuse ferait de fréquentes apparitions sur la route départementale no 7, partant de Caen (Calvados) vers Luc-sur-Mer. Elle stationnerait dans l'arrêt de bus situé à la hauteur du Centre Hospitalier Universitaire. À l'approche du virage situé à l'entrée de Luc-sur-Mer, elle paniquerait en criant : « Faites très attention, ce virage est très dangereux ! » puis disparaîtrait. Les gendarmes de Luc-sur-Mer sont habitués à recueillir des déclarations sur cet évènement. Il s'agirait du fantôme d'une jeune femme morte accidentellement dans ce virage dans les années 1970.
Un carrefour dit de l'Embranchement, situé à 2 km de Balleroy (Calvados), est réputé particulièrement dangereux. Il a été le lieu de très nombreux accidents tragiques. Une très jeune femme fait régulièrement du stop à la sortie du village en direction de ce carrefour. Après avoir indiqué qu'elle va chez sa mère qui habite près dudit embranchement, elle panique à l'approche du carrefour, puis disparaît une fois celui-ci franchi. Il s'agirait du fantôme d'une jeune fille morte au cours d'un accident de voiture dans les années 1960. Les rencontres ont souvent lieu par temps de pluie ou le soir du 20 mars, date d'anniversaire de sa mort.

#### Hautes-Alpes
De nombreuses personnes perdues au volant de leurs voitures au cœur de la nuit en raison d'une tourmente de neige au cœur de la « route des Grandes Alpes », non loin du col du Lautaret entre Grenoble et Briançon, déclarent avoir fait une singulière rencontre au détour d’un virage sous la forme d'une dame vêtue d’une robe et d’un grand châle dont la blancheur immaculée la faisait presque se confondre avec la neige environnante. L'originalité de cette légende par rapport aux autres est que cette apparition se situe en haute montagne, à plus de 2 000 mètres d'altitude,.
Selon certains récits locaux, cette dame aurait pratiqué l'auto-stop appuyée contre une paroi glacée du col. De nombreux conducteurs, craignant pour sa vie, l'accueillaient dans leur voiture. Son visage dissimulé par son châle, elle gardait le silence. Les automobilistes reprenaient alors leur conduite sans trop tenir compte de leur passagère muette. Une fois la partie enneigée du col franchi, les conducteurs constataient que la mystérieuse auto stoppeuse avait disparu du véhicule. Ce sujet est évoqué durant un épisode de la série Alex Hugo dans l'épisode dénommé « la Dame blanche ». Ce récit est souvent évoqué dans d'autres secteurs du Briançonnais et du Queyras.

#### Hérault
Une « femme élégante d'une cinquantaine d'années » habillée de blanc a été prise en auto stop par quatre jeunes gens de 17 à 25 ans du côté de Palavas-les-flots (Hérault) le 20 mai 1981, pour ensuite disparaître après avoir prévenu les jeunes d'un virage dangereux alors que leur voiture roulait. C'est la déclaration qu'ont effectuée ensemble ces quatre jeunes auprès des services de police de Montpellier. L'affaire a intéressé Yves Lignon, animateur du laboratoire de parapsychologie de Toulouse et il a fait également l'objet de reportages télévisés sans qu'aucun enquêteur n'ait pu expliquer s'il y avait une réelle supercherie ou un effet de psychose collective,.

#### Isère
Une auto-stoppeuse apparaitrait régulièrement sur la route conduisant à Château-Bernard (Isère). Elle deviendrait de plus en plus fébrile à l'approche d'un virage dangereux, puis disparaîtrait dès celui-ci franchi.

## Légende urbaine ou réalité?
Il est évident que nombre de « témoignages » sont des canulars, ou relèvent de la grande tradition des légendes urbaines, au même titre que les crocodiles vivants dans les égouts des grandes villes ou les mygales infestant les plantes exotiques d'appartement. S'y ajoutent évidemment des supercheries, en général rapidement découvertes par les gendarmes, comme ce fut le cas à Autun dans les années 1970 où un plaisantin, recouvert d'un drap blanc, allait errer la nuit au bord des routes[réf. nécessaire].
Toutefois, dans un certain nombre de cas, l'histoire n'est pas totalement dépourvue de fondement, car il est incontestable que certaines gendarmeries ont vu arriver des automobilistes totalement « sonnés » par la rencontre, réelle ou imaginaire, qu'ils venaient de faire :

« Je me suis aperçu en outre d'une chose : souvent passées sous silence, ces apparitions sont plus fréquentes en France que celles des Ovnis et mieux connues même des gendarmeries, au point que des directives particulières ont été données dans toutes les brigades afin d'instaurer un protocole propre à traiter sans les blesser sous l'aspect psychologique les victimes de telles errances nocturnes… »

Ces croyances sont à rapprocher de celle de l'autoroute hantée.

## Dans la culture populaire

### Littérature
- La Dame blanche était en noir / Michel Brosseau. Plougastel-Daoulas : EdB, coll. "Polars & grimoires", 09/2009, 194 p.  (ISBN 978-2-35998-001-1). Rééd. Dinan : Terre de brume, 05/2011, 208 p.  (ISBN 978-2-84362-456-8).
- La Dame blanche / Pierre Meige. Paris : Ours blanc, 03/2003, 128 p.  (ISBN 2-914362-18-8)
- À la maison, nouvelle tirée du recueil La Loterie et autres contes noirs, de Shirley Jackson  (ISBN 978-2-7436-4642-4)

### Télévision
- La Dame blanche (Pilot), épisode 1 de la première saison de la série télévisée Supernatural.

### Théâtre
- La Dame blanche de Sébastien Azzopardi et Sacha Danino. Paris : Avant-scène théâtre, coll. "Collection des Quatre-vents", septembre 2015, 87 p.  (ISBN 978-2-7498-1333-2)

### Radio
- La Dame blanche de Palavas (série "La France mystérieuse, des histoires fantastiques"" par Tom Novembre. Auteur : Fabrice Colin. France bleu, 24 juillet 2016[17].

### Cinéma
- 2003 : Dead End, film franco-américain réalisé par Jean-Baptiste Andrea et Fabrice Canepa.